# Миколаївське центральне міське кладовище
Миколаївський центральний міський цвинтар — некрополь у Миколаївській області. Один з 15 цвинтарів Миколаєва. Знаходиться на балансі комунального підприємства «Миколаївська ритуальна служба». Розташоване біля села Мішково-Погорілове, через що має також назву «Мішковський цвинтар» або «Мішковське кладовище».
Найбільший цвинтар Миколаєва, має площу 112 га. Цвинтар фактично закритий, на ньому проводять лише підхоронення..

## Поховання
- Гребенюк Микита Андрійович — Герой Радянського Союзу.
- Єгоров Євген Павлович — радянський суднобудівник, вчений і організватор в галузі будування підводних човнів, багаторічний директор (1952—1972) об'єднання «Севмаш».
- Кашапов Артур Маратович — майор Збройних сил України, заступник командира батальйону 79-ї окремої аеромобільної бригади ЗС України.
- Кириленко Андрій Миколайович — радянський льотчик-випробовувач, брав участь у першому випробуванні термоядерної бомби в СРСР.
- Крючков Юрій Семенович — інженер-механік з суднових паросилових установок, вчений в галузі динаміки і міцності суднових енергетичних установок[7] і вітрильних суден, історик.
- Ліхтарчук Анатолій Михайлович — солдат  72-ї окремої механізованої бригади Збройних Сил України, учасник російсько-української війни.
- Макарян Євген Валерійович — старший лейтенант Збройних сил України, командир взводу, 17-а окрема танкова бригада.
- Момотенко Олександр Іванович — голова Миколаївської обласної організації ветеранів України.
- Мущицький Сергій Миколайович — капітан Збройних Сил України, учасник російсько-української війни, що загинув у ході російського вторгнення в Україну в 2022 році.
- Попов Олександр Анатолійович (1977—2017) — старшина ЗС України, учасник миротворчої місії в Іраку та російсько-української війни.
- Смирнов Юрій Миколайович — український військовик Міністерства внутрішніх справ України.
- Татаринов Сергій Петрович — сержант Збройних сил України, командир відділення 79-ї аеромобільної бригади.
- Чайка Володимир Дмитрович — міський голова Миколаєва з 2000 року, обирався на цю посаду чотири рази поспіль.
- Январьов Еміль Ізраїльович — український російськомовний поет, журналіст, громадський діяч. Почесний громадянин Миколаєва.